# Clausule (musique)
Pour l’article homonyme, voir Clausule.
La clausule est une forme musicale polyphonique du XIIIe siècle, apparue comme section d'un organum. On en trouve des exemples dans les organums de l'école de Notre-Dame, où le tenor adopte un rythme beaucoup plus rapide, se distinguant des passages à valeurs longues.
Avec Pérotin, disciple de Léonin, la clausule acquiert très vite une forme distincte. L'ajout d'un texte différent à la clausule donnera plus tard naissance au motet.